# كأس فرنسا 1985–86
كأس فرنسا 1985–86 (بالفرنسية: Coupe de France de football 1985-1986)‏ هو الموسم 69 من كأس فرنسا. أشرف على تنظيمه اتحاد فرنسا لكرة القدم، وفاز فيه جيروندان بوردو.